# لرده (اردبیل)
لرده یک منطقهٔ مسکونی در ایران است که در استان اردبیل واقع شده‌است.